# Абдельфеттах Муддані
Абдельфеттах Муддані (араб. عبد الفتاح موداني, нар. 30 липня 1956) — марокканський футболіст, що грав на позиції воротаря, зокрема за клуб «Кенітра» та національну збірну Марокко.

## Клубна кар'єра
На клубному рівні грав за команду «Кенітра». 

## Виступи за збірну
Залучався до лав національної збірної Марокко.
У складі збірної був учасником чемпіонату світу 1986 року в Мексиці, де був одним з дублерів Еззакі Баду і на поле не виходив.